# Масерија Стерпарапијана (Фођа)
Масерија Стерпарапијана (итал. Masseria Sterparapiana) је насеље у Италији у округу Фођа, региону Апулија.
Према процени из 2011. у насељу је живело 19 становника. Насеље се налази на надморској висини од 218 м.